# アカネ
アカネ（茜、Rubia argyi）はアカネ科アカネ属のつる性多年生植物。シノニム R. akane。根は茜色をしており、草木染めの原料になり、薬草としても利用される。判子業界で「アカネ」と呼ばれるのは同じアカネ科でもインドから東南アジアにかけて分布する特定のクチナシ属の木本のことであり、本種とは全くの別物である。

## 名称
和名アカネの由来は、根を乾燥すると赤黄色から橙色となり、赤い根であることからアカネと名づけられたといわれる。地方による呼び名があり、ベニカズラ、アカネカズラともよばれている。
中国名は、東南茜草のほか、主線草、紅藤仔草、過山龍とも表記される。

## 分布・生育地
分布は中国、朝鮮半島、台湾、日本、東南アジアに分布し、日本では本州、四国、九州に分布する。山地や野原、路傍、林の縁などでふつうによく見かけることができる。

## 形態
つるは長さ1 - 3メートル (m) に生長し、盛んに分岐した茎は四角く、下向きに細かい逆刺があり、他の草木に絡まって長く伸びる。春になると根から芽を出し、成長する。
葉は長い葉柄がついた長さ3 - 7センチメートル (cm) 、幅1 - 3 cmのハート型か長卵型で先端がとがる。茎に4枚輪生するが、そのうち2枚は托葉が変化したもので（偽輪生）、実際は対生である。見分けるには枝分かれを見ればよく、枝が出ている方向の葉とその向かいの葉が本当の葉で、それとは違う2枚が托葉の変化した葉である。葉柄や葉の縁、裏面の葉脈にも逆刺がある。
花は晩夏から秋（8月 - 10月）にかけて、茎の先端か上部葉腋から花序を出し、多数の淡い黄緑色や淡黄色の目立たないごく小さな花が咲く。
花冠は5裂して、雄しべが5本つく。アカネの花は多数分岐した枝の先に咲く（写真参照）。
果実は径5 - 6ミリメートル (mm) の球形をした液果の核果で、花よりも大きく晩秋のころに黒く熟して目立ち、ふつう2個の分果状に分かれるが、1個のものもある。核果に核が2個あり、ほぼ球形で表面はざらつき、腹面に楕円形の穴がある。核の中の種子は、径3.5 - 4 mmほどで、腹面に大きな穴がある。冬にはほとんど地上部は枯れてしまう。種子からの発芽は大体2月下旬から3月ごろ。
根は太いひげ状をしており、生のときは光沢のある赤黄色で、乾燥すると暗紫色になる。

## 利用方法
古くから、根を晩秋に採集して草木染めに用いる茜染（あかねぞめ）がよく知られている。アカネの名は「赤根」の意で、その根を煮出した汁にはアリザリンが含まれている。アカネで染色した色のことを茜色と呼ぶ。同じ赤系色の緋色もアカネを主材料とし、茜染の一種である。このほか黒い果実も染色に使用できるという。
現在では、アカネ色素の抽出には同属別種のセイヨウアカネ（西洋茜、R. tinctorum）が用いられることがほとんどである。セイヨウアカネは常緑で、葉は細長く6枚輪生。根が太く、アカネより収量が多い。色素の構成物質がアカネとは若干異なる。
薬用としては、秋から冬に掘り起こした根を天日で十分乾燥させたものを生薬とし、茜草根（せんそうこん）と称している。止血、解熱、咳止め、強壮、利尿、通経に薬効作用があるとされる。民間療法では、鼻血、血便に1日量5グラム、打撲には1日量10グラムの根を600 ㏄の水で煎じて冷ましてから1日3回に分けて服用する用法が知られている。生理不順には1日量5グラムを煎じて温かいものを服用する。妊婦や胃腸が冷えやすい人への使用は禁忌とされている。また、根は健康酒にも利用される。
若葉は食用にも利用できる。

## 栽培
日当たりを好む性質であるが、夏場は半日陰がよい。繁殖は種蒔きか株分けによって行われ、3 - 4月または、9 - 10月頃が適期である。
ただし、庭などに生え雑草扱いされることから、家庭では一般に栽培させることはない。

## アカネの文化
日本では上代から赤色の染料として用いられていた。日本茜を使って鮮やかな赤色を染める技術は室町時代に一時途絶えた。染色家の宮崎明子が1997年にかけて、延喜式や正倉院文書などを参考にして、日本茜ともろみを併用する古代の染色技法を再現した。ヨーロッパでも昆虫学者のジャン・アンリ・ファーブルがアカネ染色法の特許を取るなど、近代まで染料として重要視されていた。
和歌でも「茜さす」のように明るさを強調する枕詞に用いられて詠まれ、万葉名では茜、茜草、赤根、安可根のように書かれる。万葉集にアカネが登場する歌は13首あり、そのすべてが「紫」「日」「月」「照る」「昼」にかかる枕詞である。天智天皇の妃であった額田王が、かつての夫大海人皇子（天武天皇）に向けて詠んだ一首が良く知られる。

## ギャラリー

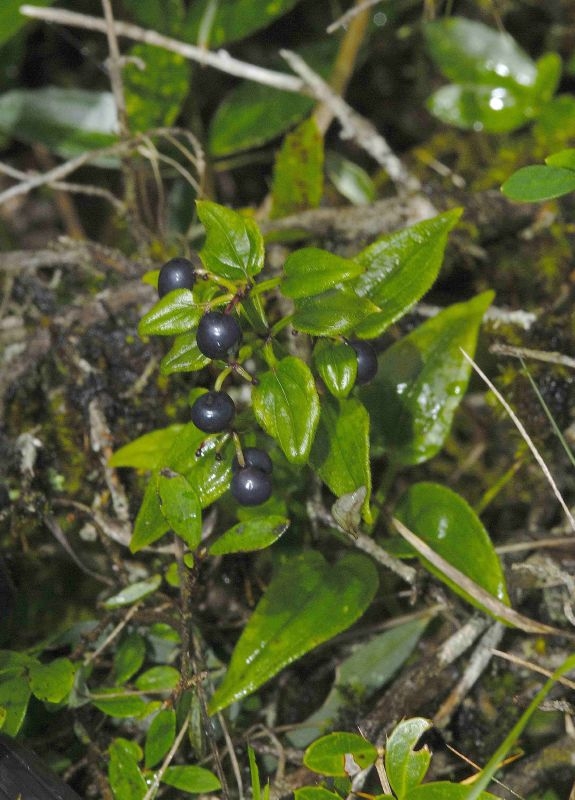
アカネの実
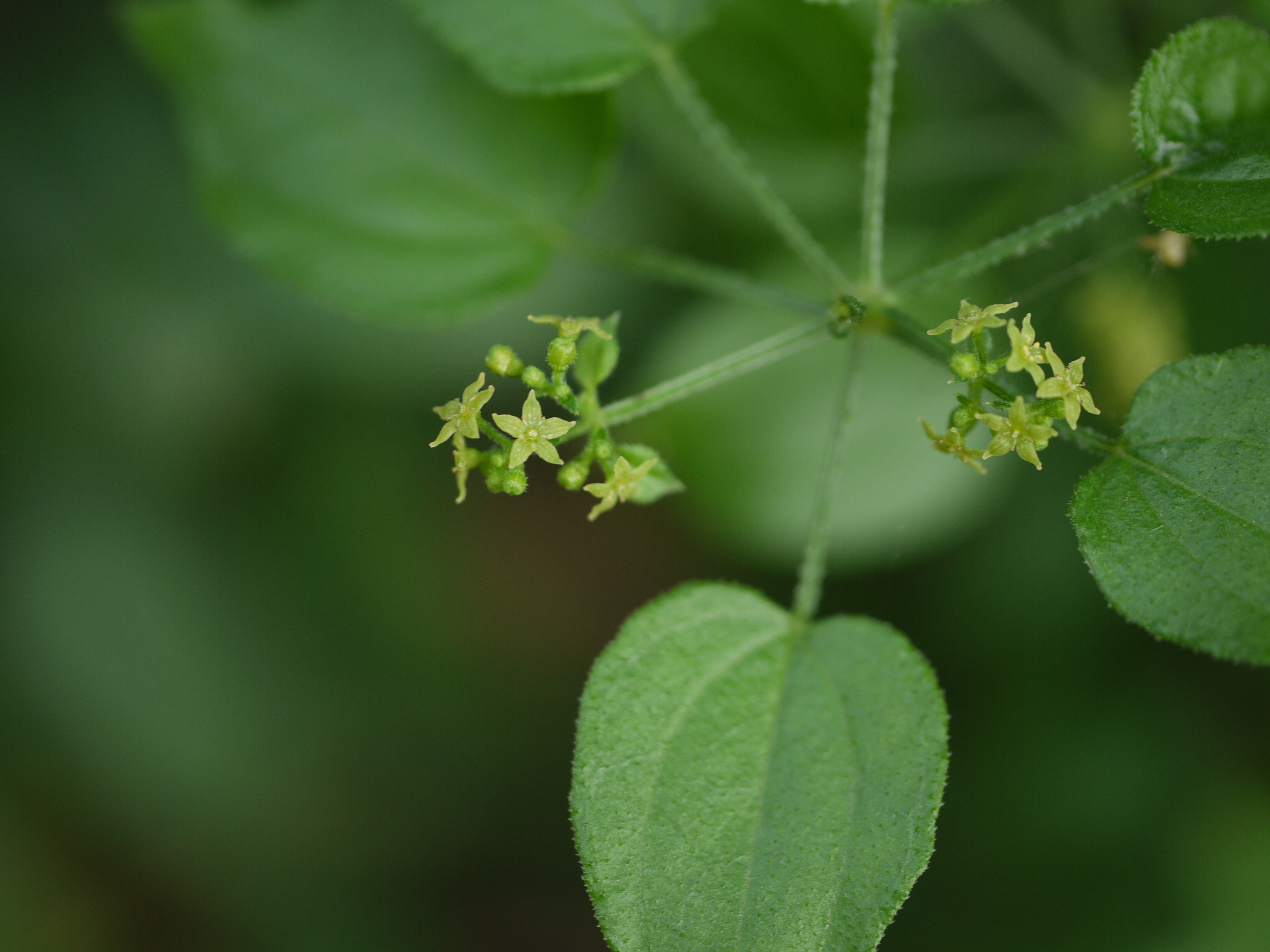
インドアカネ (Rubia cordifolia)